# Crèsiles

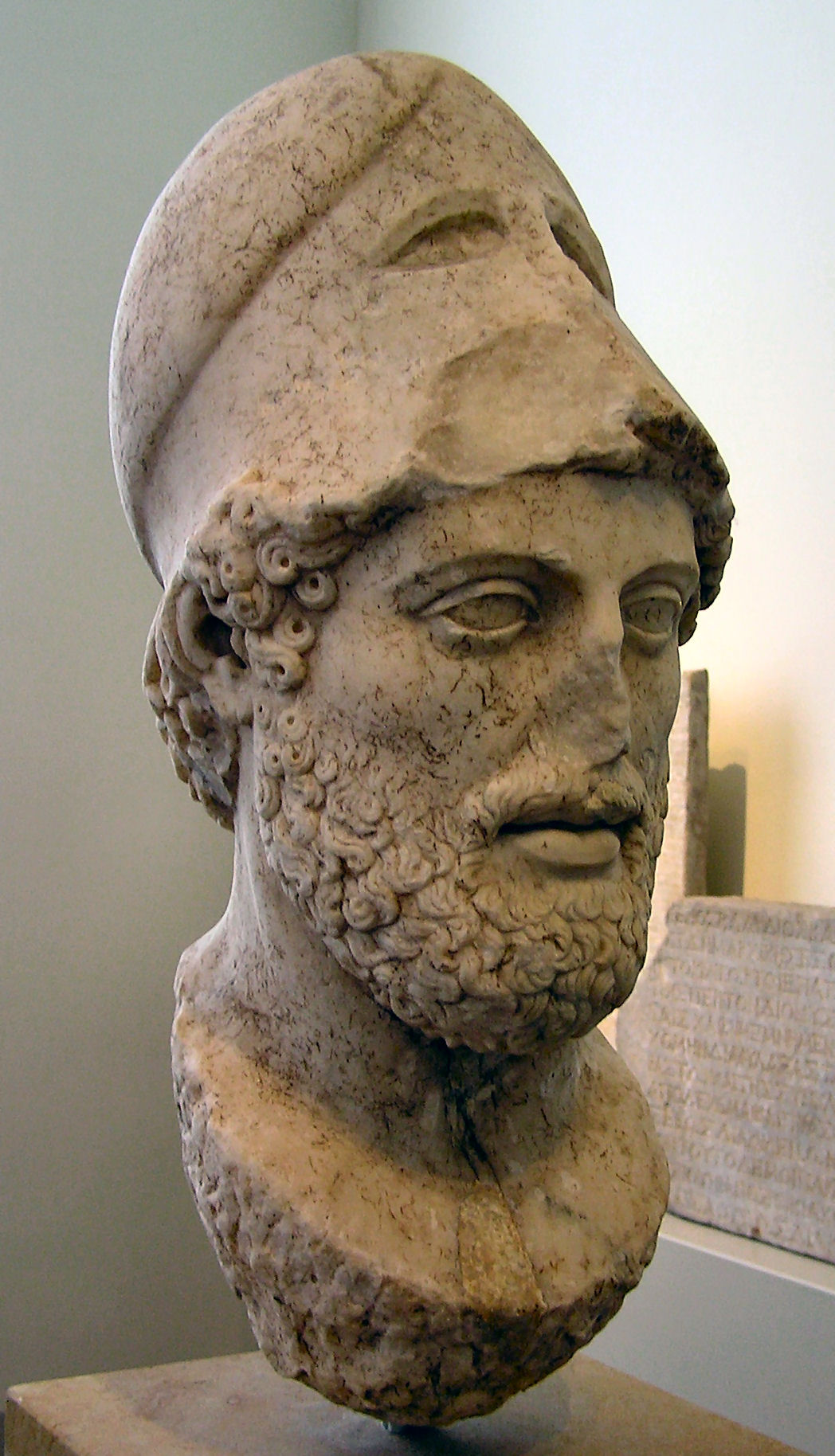
Bust de Pèricles.

Crèsiles (grec antic: Κρεσίλας, Kresílas, llatí: Cresilas) fou un escultor atenès contemporani de Fídies i Policlet, segons que diu Plini el Vell quan explica que va obtenir el tercer premi en un concurs per l'estàtua d'una amàzona que s'havia de col·locar al Temple d'Àrtemis a Efes, on competia amb cinc artistes més, i que finalment va guanyar Policlet. L'estàtua de l'amazona ferida és al Museu del Louvre, però no és clar si és l'obra original o una imitació.
Hom li atribueix també una estàtua d'un guerrer moribund que descriu Plini el Vell, potser la mateixa «estàtua de bronze de Diitrefes ferit per les fletxes» que Pausànies va veure a l'Acròpoli d'Atenes.
A més d'aquestes dues obres se li atribueix el retrat de Pèricles que també descriu Pausànies, situada a l'Acròpoli, una estàtua de bronze feta després de la mort de l'home d'estat, que el representava dret amb una actitud semblant a la dels Guerrers de Riace. Sembla que l'herma conservat als Museus Capitolins n'és una còpia.